# 网湖
网湖是一个位于中国湖北省阳新县的湖泊，面积约为334平方千米，平均水深约为2.99米，蓄水量约为1.78万立方米。